# Rhyparus danielssoni
Rhyparus danielssoni är en skalbaggsart som beskrevs av Bordat 1996. Rhyparus danielssoni ingår i släktet Rhyparus och familjen Aphodiidae. Inga underarter finns listade i Catalogue of Life.